# Yanis David
Yanis Esmeralda David (ur. 12 grudnia 1997 w Les Abymes) – francuska lekkoatletka specjalizująca się w skoku w dla i trójskoku.
Urodziła się na Gwadelupie. Jako juniorka zdobywała złote medale CARIFTA Games.
W 2013 zwyciężyła w rywalizacji trójskoku podczas olimpijskiego festiwalu młodzieży Europy. W tej samej konkurencji triumfowała na igrzyskach olimpijskich młodzieży w Nankinie (2014). Szósta zawodniczka juniorskich mistrzostw Europy z 2015. Rok później zdobyła złoty medal w skoku w dal podczas mistrzostw świata juniorów w Bydgoszczy. W 2017 startowała na młodzieżowych mistrzostwach Europy, podczas których zdobyła złoto w skoku w dal, a w finałowym konkursie trójskoku zakończyła rywalizację na 4. miejscu.
Stawała na podium mistrzostw NCAA.

## Osiągnięcia
| Rok  | Impreza                                               | Miejsce    | Konkurencja | Lokata            | Wynik  |
| ---- | ----------------------------------------------------- | ---------- | ----------- | ----------------- | ------ |
| 2013 | Olimpijski festiwal młodzieży Europy                  | Utrecht    | skok w dal  | 5. miejsce        | 5,89   |
| 2013 | Olimpijski festiwal młodzieży Europy                  | Utrecht    | trójskok    | 1. miejsce        | 12,92w |
| 2014 | Kwalifikacje Europy do igrzysk olimpijskich młodzieży | Baku       | skok w dal  | 7. miejsce        | 6,00   |
| 2014 | Kwalifikacje Europy do igrzysk olimpijskich młodzieży | Baku       | trójskok    | 2. miejsce        | 13,14  |
| 2014 | Igrzyska olimpijskie młodzieży                        | Nankin     | trójskok    | 1. miejsce        | 13,33  |
| 2015 | Mistrzostwa Europy juniorów                           | Eskilstuna | trójskok    | 6. miejsce        | 12,85  |
| 2016 | Mistrzostwa świata juniorów                           | Bydgoszcz  | skok w dal  | 1. miejsce        | 6,42   |
| 2016 | Mistrzostwa świata juniorów                           | Bydgoszcz  | trójskok    | 10. miejsce       | 12,97  |
| 2017 | Młodzieżowe mistrzostwa Europy                        | Bydgoszcz  | skok w dal  | 1. miejsce        | 6,56   |
| 2017 | Młodzieżowe mistrzostwa Europy                        | Bydgoszcz  | trójskok    | 4. miejsce        | 13,78  |
| 2018 | Igrzyska śródziemnomorskie                            | Tarragona  | skok w dal  | 11. miejsce       | 6,26w  |
| 2018 | Igrzyska śródziemnomorskie                            | Tarragona  | trójskok    | 1. miejsce        | 14,15  |
| 2019 | Młodzieżowe mistrzostwa Europy                        | Gävle      | skok w dal  | el. – 21. miejsce | 5,82   |
| 2019 | Mistrzostwa świata                                    | Doha       | skok w dal  | el. – 20. miejsce | 6,46   |
| 2019 | Mistrzostwa świata                                    | Doha       | trójskok    | el. –             | DNS    |
| 2021 | Igrzyska olimpijskie                                  | Tokio      | skok w dal  | el. – 23. miejsce | 6,27   |
| 2022 | Mistrzostwa Europy                                    | Monachium  | skok w dal  | 8. miejsce        | 6,51   |

## Rekordy życiowe
- skok w dal (stadion) – 6,84 (2019)
- skok w dal (hala) – 6,63 (2020)
- trójskok (stadion) – 14,35 (2019)
- trójskok (hala) – 14,11 (2018)